# Новая Буда (Брянская область)
Новая Буда — деревня в Жуковском районе Брянской области, в составе Заборско-Никольского сельского поселения. 
 Расположена в 3 км к юго-западу от деревни Никольская Слобода, в 2 км к западу от железнодорожной платформы Красная. Население — 14 человек (2010).

## История
Возникла в начале XX века; до 1924 года входила в состав Салынской волости; позднее в Жуковской волости, Жуковском районе (с 1929).
С 1920-х гг. до 1958 года — в Новосельском сельсовете, в 1958—1991 гг. — в Летошницком, с 1991 — в Заборско-Никольском.
| Годы      | 1926 | 1979 | 1989 | 2002 | 2010 |
| --------- | ---- | ---- | ---- | ---- | ---- |
| Население | 317  | 106  | 49   | 29   | 14   |